# Chalmers Johnson
Chalmers Ashby Johnson ( Phoenix, 6 de agosto de 1931 - Cardiff-by-the-Sea, San Diego, 20 de novembro de 2010) foi um escritor e professor emérito estadunidense, da Universidade da Califórnia em San Diego. Também foi presidente e co-fundador do Japan Policy Research Institute, uma organização que promove a educação pública sobre o Japão e Ásia. Especialista em política internacional, escreveu vários livros, incluindo três análises das consequências do "Império Americano": Blowback, The Sorrows of Empire e Nemesis: The Last Days of the American Republic.
Segundo Chalmers Johnson, o militarismo engendrado pelo imperialismo é a ruína da democracia norte-americana.